# Jürgen Pahlke
Jürgen Pahlke (* 9. Juni 1928 in Berlin; † 26. Juni 2009 in Witten) war ein deutscher Ökonom.

## Leben
Pahlke absolvierte von 1946 bis 1948 eine Ausbildung zum Bankkaufmann. Von 1948 bis 1952 studierte er Wirtschaftswissenschaften an der Humboldt-Universität zu Berlin und der Freien Universität Berlin (Diplom-Volkswirt). Danach wurde er Assistent von Woldemar Koch an der FU Berlin. 1958 wurde er an der Rechts- und Wirtschaftswissenschaftlichen Fakultät der Eberhard Karls Universität Tübingen mit der Dissertation Welfare Economics – Grundlage allgemeingültiger wirtschaftspolitischer Entscheidungen zum Dr. rer. pol. promoviert. Pahlke habilitierte sich mit der Arbeit Steuerbedarf und Geldpolitik in der wachsenden Wirtschaft. Geldschöpfung als Mittel der Staatsfinanzierung und erhielt die venia legendi für Volkswirtschaftslehre, insbesondere Finanzwissenschaft.
1968 wurde er zum ordentlichen Professor für Wirtschaftslehre, insbesondere Finanzwissenschaft an der Universität Bochum berufen. Von 1982 bis 1983 war er Vorsitzender des Wirtschafts- und Sozialwissenschaftlichen Fakultätentages.
Pahlke war verheiratet und Vater von drei Kindern.

## Schriften (Auswahl)
- Welfare Economics. Grundlage allgemeingültiger wirtschaftspolit. Entscheidungen? (= Volkswirtschaftliche Schriften. Heft 50). Duncker & Humblot, Berlin 1960.
- Steuerbedarf und Geldpolitik in der wachsenden Wirtschaft. Geldschöpfung als Mittel der Staatsfinanzierung (= Beiträge zur Geldlehre). de Gruyter, Berlin 1970.
- mit Karl Häuser, Rolf Peffekoven: Besteuerung und Zahlungsbilanz (= Schriften des Vereins für Socialpolitik. N.F., Band 68). Hrsg. von Willi Albers. Duncker & Humblot, Berlin 1972, ISBN 3-428-02814-7.